# Karl Erik Bodner
Karl Erik Bodner, född 8 oktober 1917 i Örgryte församling i Göteborg, död 25 augusti 2002 i Fässbergs församling i Västra Götalands län, var en svensk konstnär.
Bodner studerade vid Slöjdföreningens skola i Göteborg 1955-1959 och vid Färgskolan 1958 samt i Konstakademiens småkursprogram 1968 och 1971. Han var verksam som heltidskonstnär sedan 1959. Han har ställt ut i ett 40-tal svenska städer samt i Helsingfors, New York, Paris, Vichy och i Köpenhamn. För Fåglaviks glasbruk formgav han tillsammans med Paul Kedelv ett flertal ljusarmaturer. Han tilldelades Göteborgs konstnärsklubbs Kamratstipendium 1987. Bland hans offentliga verk märks utsmyckningen av hyreshusen i Vommedal i Kållered och kvarteret Havskatten i Mölndalsbro. Hans konst består förutom målningar och teckningar av emaljarbeten. Bodner är representerad vid Göteborgs konstnämnd och Statens konstråd.